# Веноск
Вено́ск (фр. Venosc) — колишній муніципалітет у Франції, у регіоні Овернь-Рона-Альпи, департамент Ізер. Населення — 806 осіб (2011).
Муніципалітет був розташований на відстані близько 520 км на південний схід від Парижа, 135 км на південний схід від Ліона, 38 км на південний схід від Гренобля.

## Історія
До 2015 року муніципалітет перебував у складі регіону Рона-Альпи. Від 1 січня 2016 року належав до нового об'єднаного регіону Овернь-Рона-Альпи.
1 січня 2017 року Веноск і Мон-де-Лан було об'єднано в новий муніципалітет Ле-Дез-Альп.

## Демографія
Динаміка населення (INSEE ):
Розподіл населення за віком та статтю (2006):
| Стать | Всього | До 15 років | 15-24 | 25-44 | 45-64 | 65-85 | Понад 85 |
| --- | ------ | ----------- | ----- | ----- | ----- | ----- | -------- |
| Чоловіки | 445    | 126         | 47    | 172   | 69    | 31    | 0        |
| Жінки | 439    | 84          | 57    | 199   | 57    | 38    | 4        |
| \| Статево-вікова піраміда \| Статево-вікова піраміда \| Статево-вікова піраміда \| \| ----------------------- \| ----------------------- \| ----------------------- \| \| Чоловіки \| Вік \| Жінки \| \| 0 \| 85 + \| 4 \| \| 11 \| 80-84 \| 0 \| \| 8 \| 75-79 \| 4 \| \| 4 \| 70-74 \| 19 \| \| 8 \| 65-69 \| 15 \| \| 8 \| 60-64 \| 4 \| \| 15 \| 55-59 \| 19 \| \| 27 \| 50-54 \| 11 \| \| 19 \| 45-49 \| 23 \| \| 53 \| 40-44 \| 34 \| \| 42 \| 35-39 \| 50 \| \| 42 \| 30-34 \| 54 \| \| 35 \| 25-29 \| 61 \| \| 35 \| 20-24 \| 46 \| \| 12 \| 15-20 \| 11 \| \| 61 \| 10-14 \| 23 \| \| 34 \| 5-9 \| 27 \| \| 31 \| 0-4 \| 34 \| |        |             |       |       |       |       |          |
| Статево-вікова піраміда |        |             |       |       |       |       |          |
| Чоловіки | Вік    | Жінки       |       |       |       |       |          |
| 0 | 85 +   | 4           |       |       |       |       |          |
| 11 | 80-84  | 0           |       |       |       |       |          |
| 8 | 75-79  | 4           |       |       |       |       |          |
| 4 | 70-74  | 19          |       |       |       |       |          |
| 8 | 65-69  | 15          |       |       |       |       |          |
| 8 | 60-64  | 4           |       |       |       |       |          |
| 15 | 55-59  | 19          |       |       |       |       |          |
| 27 | 50-54  | 11          |       |       |       |       |          |
| 19 | 45-49  | 23          |       |       |       |       |          |
| 53 | 40-44  | 34          |       |       |       |       |          |
| 42 | 35-39  | 50          |       |       |       |       |          |
| 42 | 30-34  | 54          |       |       |       |       |          |
| 35 | 25-29  | 61          |       |       |       |       |          |
| 35 | 20-24  | 46          |       |       |       |       |          |
| 12 | 15-20  | 11          |       |       |       |       |          |
| 61 | 10-14  | 23          |       |       |       |       |          |
| 34 | 5-9    | 27          |       |       |       |       |          |
| 31 | 0-4    | 34          |       |       |       |       |          |

## Економіка
2010 року серед 588 осіб працездатного віку (15—64 років) 491 була активною, 97 — неактивними (показник активності 83,5%, у 1999 році було 84,6%). З 491 активної мешканців працювало 477 осіб (257 чоловіків та 220 жінок), безробітними було 14 (4 чоловіки та 10 жінок). Серед 97 неактивних 41 особа була учнем чи студентом, 29 — пенсіонерами, 27 були неактивними з інших причин.

У 2010 році в муніципалітеті числилось 370 оподаткованих домогосподарств, у яких проживали 796,5 особи, медіана доходів виносила 19 936 євро на одного особоспоживача